# Nekopara
Nekopara és una sèrie de novel·les visuals eroge per a ordinador desenvolupades per NEKO WORKs i publicades per Sekai Project. Tracta sobre xiques gata.
Per ara s'han publicat:
- Nekopara Vol. 0: preqüela publicada l'agost de 2015.
- Nekopara Vol. 1: publicat a Steam el desembre de 2014.[5] Té dos versions: la que és per als adults i la que no.[6]
- Nekopara Vol. 2: publicat el febrer de 2016.[5]
- Nekopara Vol. 3: publicat el 27 de maig de 2017.[3] Amb el volum 4 anunciat.[7]

Es va llançar una adaptació en forma d'OVA el 2017. S'aconseguí mitjançant micromecenatges via Kickstarter.

## Rebuda
Hardcore Gamer li donà a Nekopara Vol. 1 una ressenya positiva, afirmant que és una "novel·la visual lleugera i esponjosa que els aficionats a les xiques gata gaudiran" mentre que "alguns els tirara arrere l'aspecte sexual de la història". A Nekopara Vol. 2 i Nekopara Vol. 3 els donà ressenyes positives. A Nekopara Vol. 0 la considerà de qualitat inferior als altres jocs de la sèrie.